# Theodor Sachau

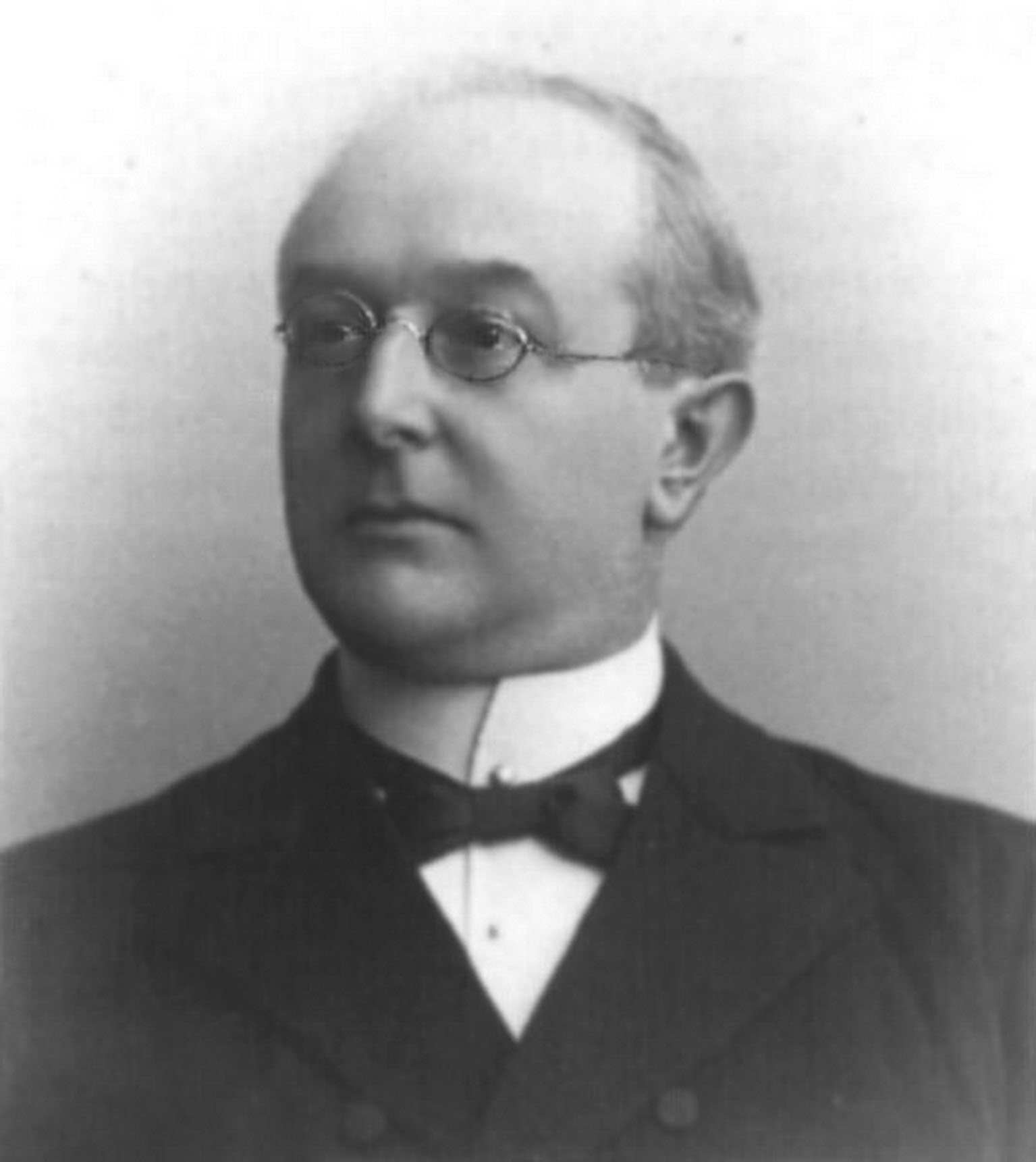
Theodor Sachau

Theodor Sachau (* 27. Oktober 1854 in Kiel; † 29. Juli 1934 in Bremerhaven) war ein deutscher evangelischer Pastor und Heimathistoriker.

## Biografie
Sachau absolvierte das Gymnasium in Hadersleben. Er studierte Evangelische Theologie an der Christian-Albrechts-Universität zu Kiel und der Universität Leipzig. Danach war er als Hilfsprediger und Hauslehrer an verschiedenen Orten tätig. 1884 wurde er von der Unierten Gemeinde in Bremerhaven zum Prediger gewählt. Er war ein liberaler, protestantischer Theologe, der in verschiedenen kirchlichen Organisationen vertreten war. 1926 schied er als Prediger aus dem Dienst. Bedeutsam wurde sein 1927 veröffentlichtes Werk Die ältere Geschichte der Stadt Bremerhaven. 1931 erschien das Buch zur Bürgermeister-Smidt-Gedächtniskirche unter dem Titel: Die Geschichte des Gotteshauses der Vereinigten evangelisch-lutherischen und reformierten Gemeinde zu Bremerhaven.